# Le Glaive du conquérant

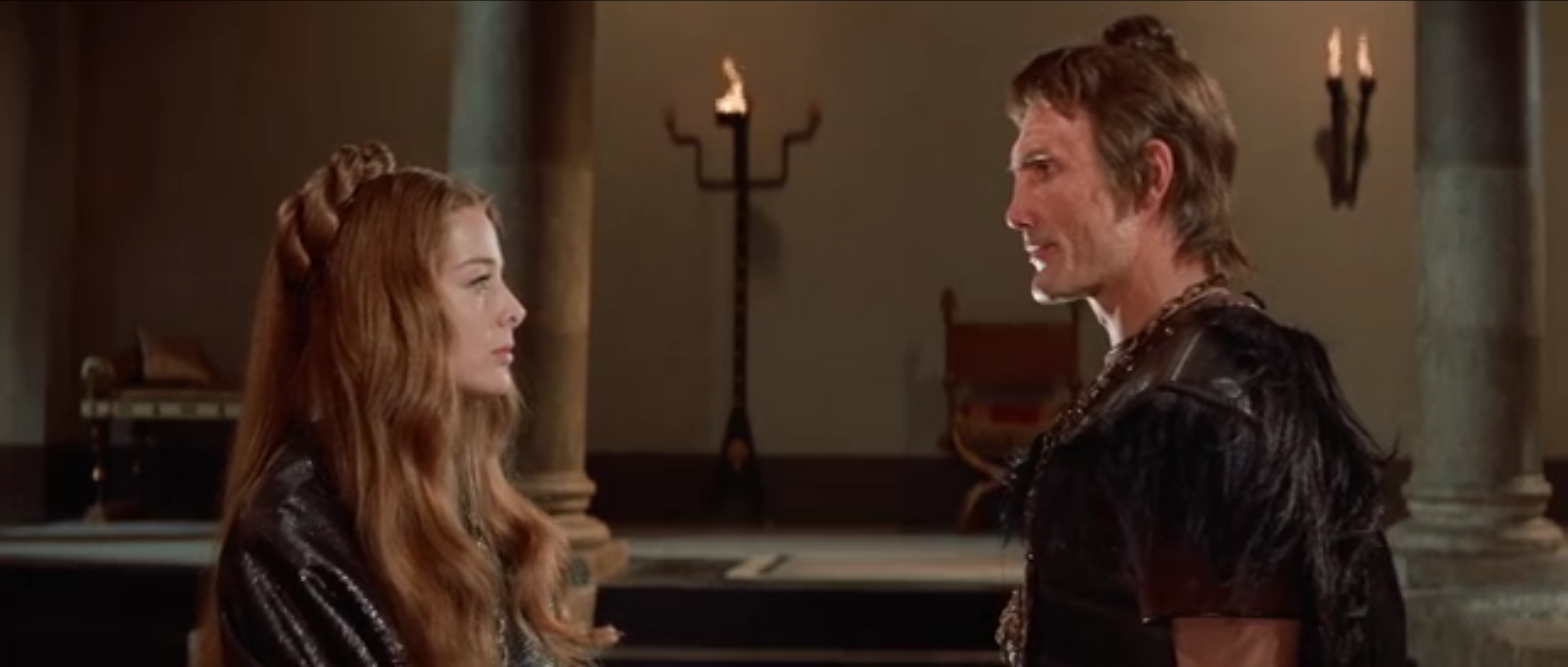
Eleonora Rossi Drago et Jack Palance

Le Glaive du conquérant (Rosmunda e Alboino)  est un film italien réalisé par Carlo Campogalliani, sorti en 1961.

## Synopsis
Au début du Haut Moyen Âge en l'an 566, l'empereur byzantin Justinien, grâce aux intrigues de ses émissaires, parvint à faire éclater la guerre entre Lombards et Gépides. Amalque, capitaine Gépide, pour ne pas avoir participé à la bataille contre les Lombards, est accusé de haute trahison par le roi Cunimond. Alboïn le roi des Lombards, content de sa victoire décide de s’allier aux Gépides pour attaquer Rome. Il envoie son frère Ulderich chez le roi Cunimond pour demander la main de sa fille Rosmunda.

## Fiche technique
- Titre original : Rosmunda e Alboino
- Titre français : Le Glaive du conquérant
- Réalisation : Carlo Campogalliani, assisté de Tonino Ricci, Romolo Guerrieri et Luigi Petrini
- Scénario :  Roberto Gianviti et Alessandro Ferreau
- Photographie : Raffaele Masciocchi
- Montage : Mario Serandrei
- Musique : Carlo Rustichelli
- Société de distribution : Titanus (Italie), Les Artistes Associés (France)
- Format : 2.35 : 1
- Genre : aventure
- Durée : 97 minutes
- Dates de sortie : 
  -  Italie : 24 aout 1961
  -  France : 15 avril 1963

## Distribution
- Jack Palance (VF : Claude Bertrand) : Alboin
- Eleonora Rossi Drago (VF : Jacqueline Carrel) : Rosmunda
- Guy Madison (VF : Roland Ménard) : Amalque
- Andrea Bosic (VF : Abel Jacquin) : le roi Cunimond
- Vittorio Sanipoli (VF : Henry Djanik) : Wonfgang
- Carlo d'Angelo (VF : Jean Claudio) : Falisque
- Edy Vessel (VF : Danièle Ajoret) : Mathilde
- Ivan Palance (VF : Serge Sauvion) : Ulderich
- Guido Celano (VF : Paul Bonifas) : Delphous
- Raf Baldassarre : Ures
- Calisto Calisti : Officier Lombard
- Edda Ferronao : Maria fille de  Giulio
- Franco Jamonte : Officier Gépide
- Robert Hall : Officier lombard
- Aldo Pini : Officier Gépide
- Spartaco Nale : Officier Gépide
- Gian Paolo Rosmino
- Amina Pirani Maggi : la femme de Giulio